# Pseudebulea hainanensis
Pseudebulea hainanensis là một loài bướm đêm trong họ Crambidae.